# Chapelle du Sacré-Cœur de Malakoff
La chapelle du Sacré-Cœur de Malakoff dans les Hauts-de-Seine est une église affectée au culte catholique. Elle est située le long du cimetière de Malakoff.

## Description
La façade de la chapelle est faite d'un pignon surmonté d'un clocher. L'entrée est protégée par un auvent, surmonté d'un grand vitrail en forme de croix.

## Historique
Monseigneur Félix Charmetant possédait dans le quartier du Clos Montholon un terrain sur lequel était bâtie la petite chapelle en bois, Saint-Maurice. Sur ce terrain avait été créé en 1911 le centre paroissial du quartier du Clos-Montholon, au début un simple patronage.
Elle est agrandie en 1926 par l’Abbé Piriès, curé de Malakoff. Puis en 1950, sa capacité d'accueil est doublée, atteignant 400 fidèles. Par la suite, un clocher fut édifié.
Elle est érigée en paroisse en 1951. Aujourd'hui, elle dépend de la paroisse de Malakoff dont l'église principale est l'église Notre-Dame de Malakoff.